# Motore boxer bicilindrico Citroën
Il boxer bicilindrico Citroën è stato un motore per vetture di fascia bassa costruito dal 1948 al 1990 dalla Casa automobilistica francese Citroën.

## Storia e caratteristiche

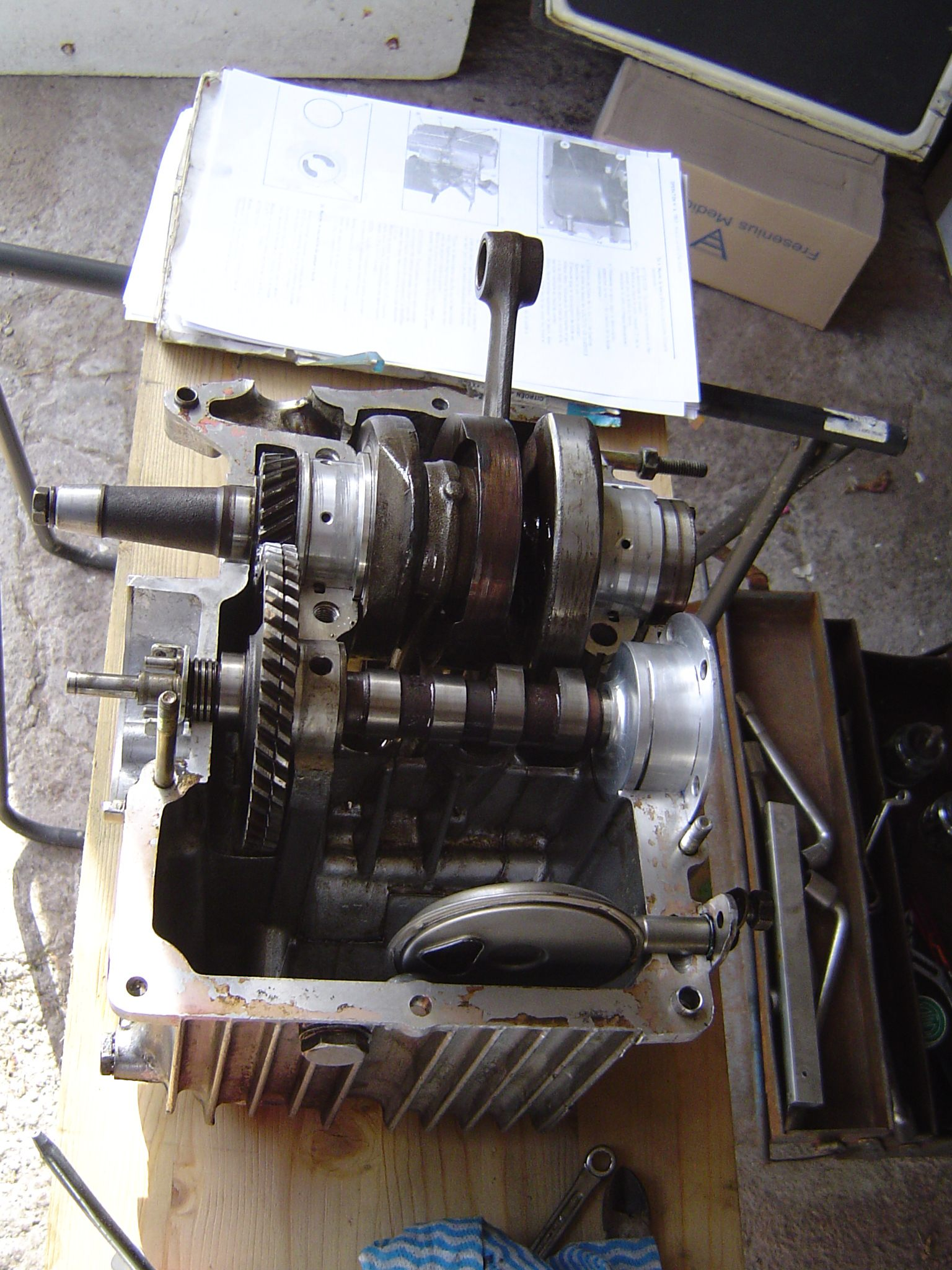
Boxer 2CV (602 cc), aperto, con metà carter rimosso, visibili l'albero motore con una biella sporgente, senza pistone. In primo piano l'albero a camme con, a sinistra, gli ingranaggi di riduzione tra albero motore (ingranaggio piccolo) e albero a camme (ingranaggio grande). Il disco piatto in primo piano è la presa dell'olio dalla coppa.

La storia di quello che probabilmente è il più famoso tra i motori storici Citroën affonda le sue radici negli anni trenta, prima ancora dello scoppio della seconda guerra mondiale. Fu infatti nel 1935, dopo che la Casa francese venne rilevata dalla Michelin, che partì il progetto per una vettura super economica, denominato T.P.V., e che avrebbe dato origine, molti anni dopo, ad un mito su ruote denominato Citroën 2CV.
Per questa vettura parve sensato, fin dai primi anni di progettazione, avvalersi di un motore bicilindrico che garantisse adeguate prestazioni e fosse risultato economico da produrre. I prototipi del 1939 montavano un bicilindrico da 375 cm³ raffreddato ad acqua, che però avrebbe manifestato entro breve tempo dei seri problemi di avviamento a freddo.
Il progetto ebbe un drastico rallentamento con l'arrivo della guerra, ma di nascosto dalle milizie naziste vi si continuò a lavorare.

Tra gli aspetti da rivedere vi fu quello relativo al motore: nel 1941 alla Citroën arrivò un valente ingegnere italiano, Walter Becchia, già in forze alla Talbot-Lago, dove acquisì una notevole esperienza nel campo dei motori da competizione.
Per quanto possa sembrare strano, fu proprio questo luminare delle competizioni d'anteguerra a decidere le sorti di una delle utilitarie più famose della storia. Walter Becchia era inoltre famoso per la sua capacità di progettare un motore in pochi giorni a partire da un foglio bianco. E così fu: nella primavera del 1944, in una sola settimana, Walter Becchia riprogettò da zero il precedente motore, del quale mantenne la cilindrata, ma con la differenza sostanziale del nuovo sistema di raffreddamento ad aria, una soluzione che permise l'eliminazione di componenti come la pompa dell'acqua ed il radiatore. Dall'esperienza maturata alla Talbot-Lago nelle corse, Becchia pensò subito all'applicazione della cosiddetta testata emisferica, da lui ideata qualche anno prima proprio per le vetture da competizione, una soluzione che subito dopo sarebbe stata applicata anche alla lussuosa e performante T150.
Becchia pensò pertanto di montare la testata emisferica con valvole disposte ad angolo. Tale tipologia di testata avrebbe permesso di ottimizzare la combustione nella camera di combustione, aumentando il rendimento del motore e quindi migliorando le prestazioni generali della vettura, senza per questo dover ricorrere alla soluzione dell'asse a camme in testa, decisamente più costosa e che si sarebbe ripercossa negativamente sul prezzo finale.
Le altre specifiche imposte a Becchia da André Léfèbvre, direttore del progetto T.P.V., furono anche che il motore doveva essere estremamente economico come costi di esercizio, facile a ripararsi, facilmente accessibile e soprattutto molto affidabile. Tali requisiti verranno soddisfatti in pieno.

### Il motore A-2CV
Nacque così la prima versione del mitico bicilindrico Citroën raffreddato ad aria, versione nota come A-2CV. Si trattava del capostipite di una serie di altre varianti, le cui applicazioni non si sarebbero limitate alla sola 2CV, ma anche in altri modelli della Casa del "double chevron", coprendo oltre quarant'anni di produzione Citroën. Tale motore sarebbe diventato famoso anche per la sua estrema affidabilità, testimoniata anche dai numerosi test di durata cui sarebbe stato sottoposto. Le cui principali caratteristiche generali possono essere riassunte come segue:

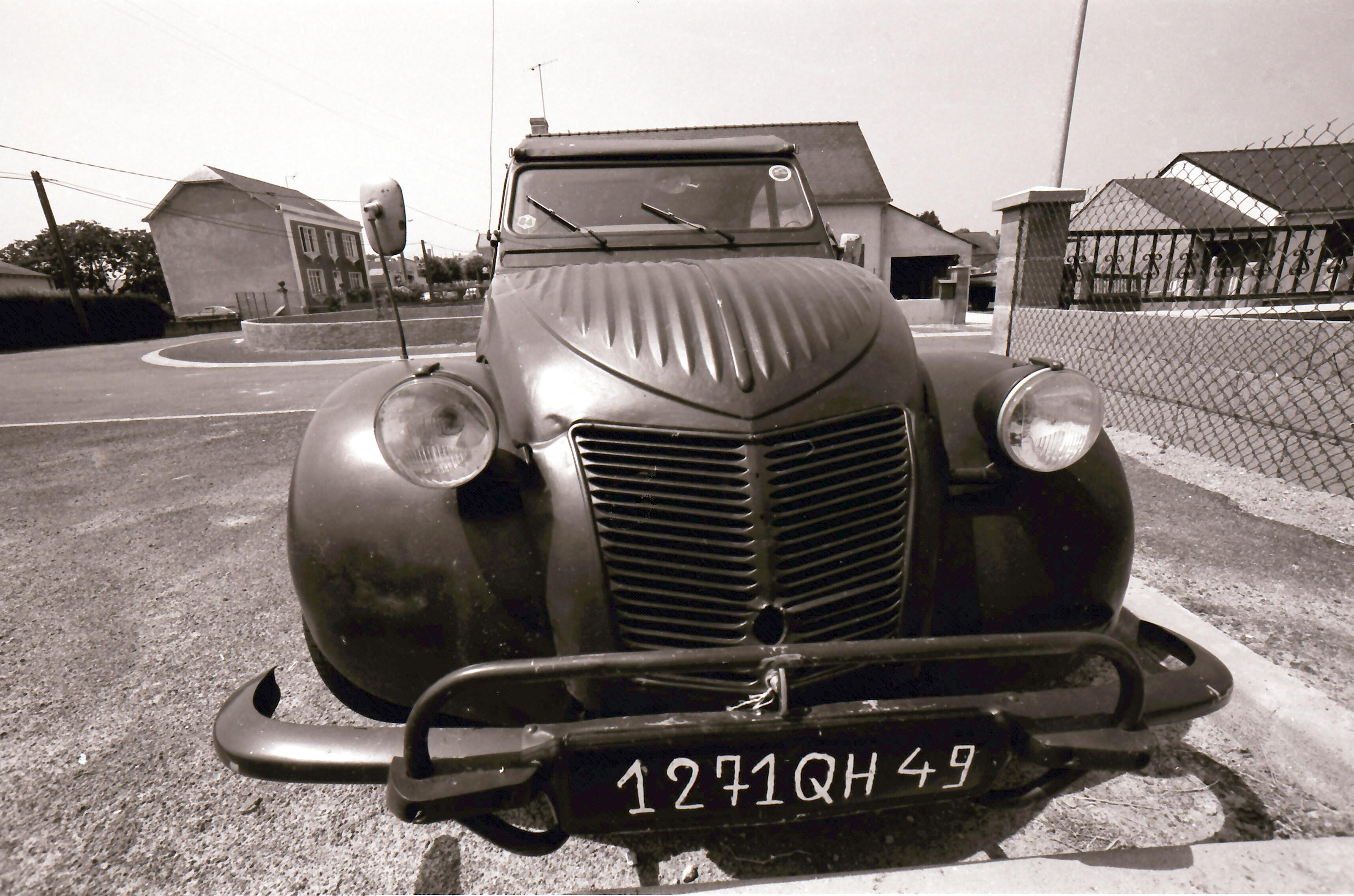
Una delle prime 2CV serie A, equipaggiate con il piccolo bicilindrico da 375 cm³

- architettura a due cilindri contrapposti;
- disposizione orizzontale dei cilindri;
- motore di tipo quadro;
- testata emisferica in lega di alluminio a due valvole per cilindro disposte ad angolo;
- monoblocco in ghisa senza camicie;
- alesaggio e corsa: 62x62 mm;
- cilindrata: 375 cm³;
- distribuzione ad aste e bilancieri,  un asse a camme centrale comandato da ingranaggi.
- alimentazione mediante carburatore invertito Solex 22ZACI;
- rapporto di compressione: 6.2:1;
- pistoni in lega leggera;
- potenza massima: 9 CV a 3500 giri/min;
- coppia massima: 19.6 Nm a 2000 giri/min;
- accensione mediante bobina e ruttore, con dinamo impianto da 6V e batteria da 60 Ah;
- albero a gomiti a due supporti di banco;
- raffreddamento ad aria mediante ventilatore ad 8 pale.

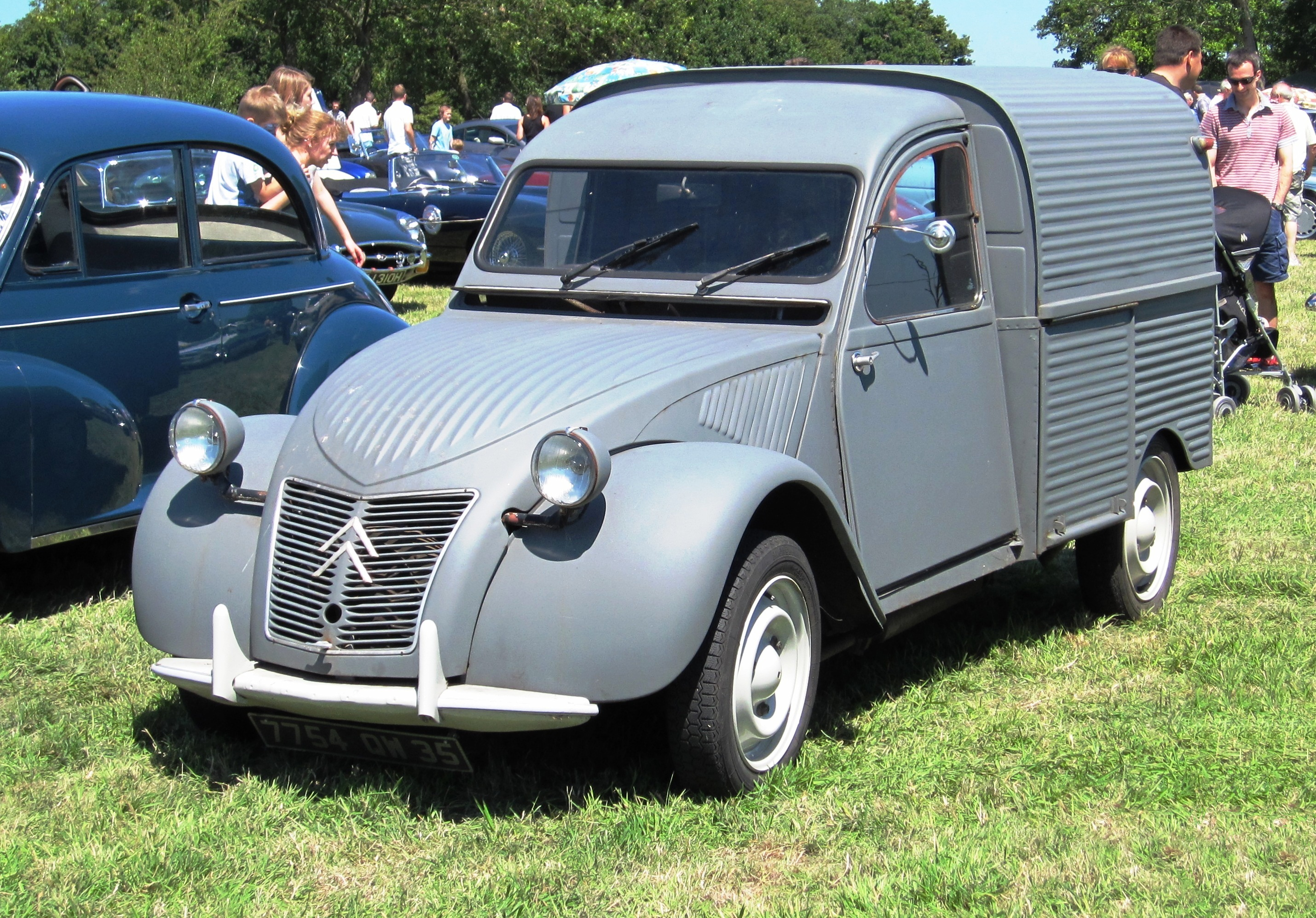
Il bicilindrico Citroën è stato montato sulle 2CV,ma anche sulla sua derivata commerciale, la 2CV Furgoncino

Vale la pena segnalare che a partire dal 1956 il rapporto di compressione venne innalzato a 7:1.
Questo motore venne montato sulla Citroën 2CV A, prodotta dal settembre del 1949 al novembre del 1960, e sul furgonicio da essa derivato, il 2CV AU prodotto dal 1951 al 1956. I primi motori vennero tuttavia prodotti già nel 1948 per equipaggiare le 2CV di preserie che sarebbero state esposte al Salone di Parigi di quell'anno per la presentazione ufficiale della vettura.

### Il motore A53
Il motore A53 costituisce la naturale evoluzione del precedente, da cui deriva strettamente, ed a partire dal quale è stata effettuata un'operazione di rialesatura, con conseguente aumento del diametro dei cilindri da 62 a 66 mm e con cilindrata passata da 375 a 425 cm³.
Questo motore venne introdotto nella gamma della 2CV a partire dall'ottobre del 1954, perciò all'epoca il rapporto di compressione era ancora di 6.2:1, e così fu anche per l'unità A53, la quale esordì inizialmente con una potenza massima di 12 CV a 3500 giri/min, mentre la coppia massima rimase inizialmente invariata. Successivamente si ebbero numerosi aggiornamenti, per cui la potenza crebbe fino ad arrivare a 18 CV di potenza massima e ad una coppia massima di 28.5 Nm a 3500 giri/min. Questo motore venne montato sulla 2CV nelle versioni AZ, AZL, AZLM (o AZLP), Export, AZA ed AZAM, prodotte complessivamente dall'ottobre 1954 al febbraio 1970, ma anche sul furgoncino AZU prodotto dal 1954 al 1967.
Altre due applicazioni sono quelle relative alle prime Citroën Dyane prodotte dall'agosto 1967 al marzo 1968, e sul furgoncino Citroën 2CV AZU (1967-73). Ma in questi ultimi due casi, il motore prese la sigla di A79/0.

### Il motore A79/1
Il motore A79/1 è anch'esso un bicilindrico Citroën raffreddato ad aria, ma della cilindrata di 435 cm³, ottenuta aumentando leggermente l'alesaggio a 68.5 mm ed accorciando la corsa dei pistoni da 62 a 59 mm. L'alimentazione avveniva stavolta mediante un carburatore invertito Solex 31 PCIS4. Il rapporto di compressore era di 7:1, e l'impianto elettrico era ora da 12V, con un alternatore da 390W al posto della dinamo ed una batteria da 25 Ah. Tale motore erogava una potenza massima di 26 CV a 6750 giri/min, con una coppia massima di 29.4 Nm a 2400 giri/min.

È stato montato su:
- Citroën Dyane (1968-75);
- Citroën 2CV 4 (1970-79);
- Citroën 2CV AZU (1973-77).

### Il motore M28/1

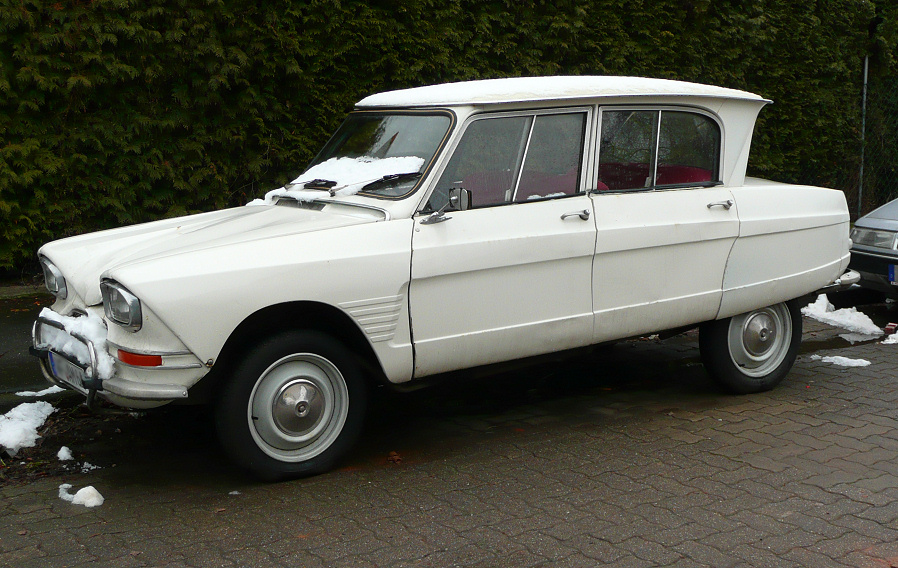
Il bicilindrico da 602 cm³ ha esordito sulla Ami 6 nel 1961.

Questo è forse il più conosciuto tra i bicilindrici Citroën raffreddati ad aria: caratterizzato da misure di alesaggio e corsa pari a 74x70 mm, e da una cilindrata conseguente pari a 602 cm³, venne introdotto nel 1968.
Era caratterizzato inizialmente da una potenza massima di 21.5 CV a 4500 giri/min nella sua prima versione del 1961, denominata M4. Nel corso degli anni, questo motore riceverà diversi aggiornamenti e vedrà le proprie prestazioni crescere, fino ad arrivare a 32 CV.
Il carburatore era un Solex, differente a seconda dell'applicazione.
Un'altra caratteristica stava nel ventilatore a 9 pale in luogo di quello ad 8 pale. L'impianto elettrico, l'alternatore e la batteria erano gli stessi del motore A79/1. Questo motore è stato quello che ha conosciuto il maggior numero di applicazioni:
- Citroën Ami 6 (1968-69);
- Citroën Ami 8 (1969-78);
- Citroën 2CV 6 (1970-90);
- Citroën Dyane 6 (1968-83);
- Citroën LN (1976-78);
- Citroën 2CV AK350 Furgoncino (1963-70);
- Citroën 2CV AK400 Furgoncino (1970-77).

Nella Dyane 6, il motore raggiunge una potenza di 25.5 CV ed è noto con la sigla M4.
Nelle varianti più prestazionali, quelle da 29 e 32 CV, tale motore prende semplicemente il codice di M28.
Questo motore è sopravvissuto alla sua evoluzione, il V06.

### Il motore V06

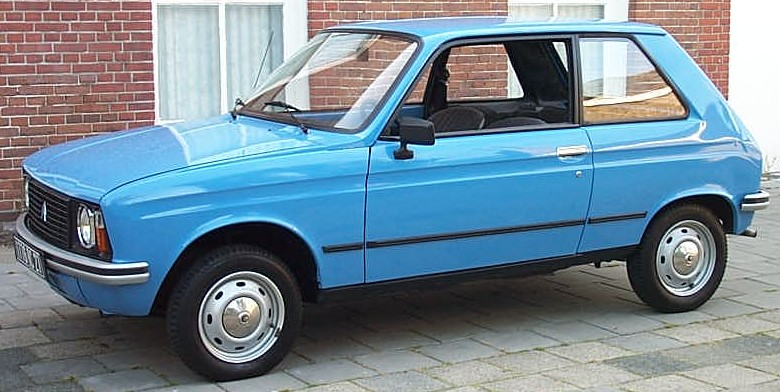
La variante più potente del bicilindrico V06 è stata montata anche sulla LNA

La sigla V06 identifica la più evoluta tra le cinque versioni del bicilindrico Citroën raffreddato ad aria. La grande novità stava nel sistema di accensione integrato, cioè gestito elettronicamente mediante una centralina Thomson.
Tale soluzione permetteva una combustione più completa, riducendo la formazione di idrocarburi incombusti e limitando così le emissioni inquinanti, che era proprio l'obiettivo che i tecnici Citroën si erano prefissi al momento di scegliere tale soluzione.

Il motore V06 era inoltre caratterizzato dal fatto di essere il bicilindrico Citroën dalla cilindrata più alta: partendo dal motore M28, l'alesaggio venne aumentato da 74 a 77 mm e la cilindrata salì a 652 cm³.

La potenza massima salì così a 35 CV a 5750 giri/min.

Questo motore è stato montato su:
- Citroën LNA (1978-86);
- Citroën Visa (1978-87).

## Riepilogo caratteristiche
Di seguito vengono mostrate le caratteristiche relative alle diverse varianti appartenenti alla famiglia dei bicilindrici Citroën raffreddati ad aria.
| Variante | Alesaggio x corsa (mm) | Cilindrata (cm³) | Rapporto di compressione | Carburatore      | Potenza CV/rpm | Coppia Nm/rpm | Applicazioni                    | Anni di produzione |
| -------- | ---------------------- | ---------------- | ------------------------ | ---------------- | -------------- | ------------- | ------------------------------- | ------------------ |
| A-2CV    | 62x62                  | 375              | 6,2                      | Solex 22ZACI     | 9/3500         | 19,6/2000     | Citroën 2CV A                   | 1948-56            |
| A-2CV    | 62x62                  | 375              | 6,2                      | Solex 22ZACI     | 9/3500         | 19,6/2000     | Citroën 2CV Furgoncino AU       | 1951-56            |
| A-2CV    | 62x62                  | 375              | 7                        | Solex 22ZACI     | 9/3500         | 19,6/2000     | Citroën 2CV A                   | 1956-60            |
| A53      | 66x62                  | 425              | 6,2                      | Solex 26CBI      | 12/3500        | 19,6/2000     | Citroën 2CV AZ                  | 1954-56            |
| A53      | 66x62                  | 425              | 6,2                      | Solex 26CBI      | 12/3500        | 19,6/2000     | Citroën 2CV AZU                 | 1954-63            |
| A53      | 66x62                  | 425              | 7                        | Solex 26CBI      | 12/3500        | 19,6/2000     | Citroën 2CV AZ, AZL e AZLM      | 1956-60            |
| A53      | 66x62                  | 425              | 7                        | Solex 26CBI      | 12,5/4200      | 19,6/2000     | Citroën 2CV AZ, AZL e AZLM      | 1960-61            |
| A53      | 66x62                  | 425              | 7,5                      | Solex 26CBI      | 13,5/4000      | 19,6/2000     | Citroën 2CV AZ, AZL e AZLM      | 1961-62            |
| A53      | 66x62                  | 425              | 7,5                      | Solex 26CBI      | 15/4500        | 26,5/2500     | Citroën 2CV AZ e AZLM           | 1962-63            |
| A53      | 66x62                  | 425              | 7,5                      | Solex 28CBI      | 18/5000        | 26,5/2500     | Citroën 2CV AZA, AZAM ed Export | 1963-67            |
| A53      | 66x62                  | 425              | 7,75                     | Solex 28CBI      | 18/5000        | 28,5/3500     | Citroën 2CV AZA                 | 1967-70            |
| A53      | 66x62                  | 425              | 7,75                     | Solex 28CBI      | 18/5000        | 28,5/3500     | Citroën 2CV AZU                 | 1963-67            |
| A79/0    | 66x62                  | 425              | 7,75                     | Solex 32         | 21/5450        | 29,4/2400     | Citroën Dyane 4                 | 1967-68            |
| A79/0    | 66x62                  | 425              | 7,75                     | Solex 32         | 21/5450        | 29,4/2400     | Citroën 2CV AZU                 | 1967-73            |
| A79/1    | 68,5x59                | 435              | 8,5                      | Solex 34         | 26/6750        | 30,4/4000     | Citroën 2CV 4                   | 1970-79            |
| A79/1    | 68,5x59                | 435              | 8,5                      | Solex 34         | 26/6750        | 30,4/4000     | Citroën Dyane 4                 | 1968-75            |
| A79/1    | 68,5x59                | 435              | 8,5                      | Solex 34         | 26/6750        | 30,4/4000     | Citroën 2CV AZU250              | 1972-77            |
| M4       | 74x70                  | 602              | 7,5                      | Solex 30PBI      | 21,5/4500      | 39,5/3500     | Citroën Ami 6                   | 1961-63            |
| M4       | 74x70                  | 602              | 7,5                      | Solex 30PBI      | 25,5/4750      | 42/3000       | Citroën Ami 6                   | 1963-66            |
| M4       | 74x70                  | 602              | 7,75                     | Solex 40PICS     | 27,5/5000      | 43,4/3500     | Citroën Ami 6                   | 1966-67            |
| M4       | 74x70                  | 602              | 7,75                     | Solex 40PICS     | 28/5400        | 43,4/3500     | Citroën Ami 6                   | 1967-68            |
| M4       | 74x70                  | 602              | 7,75                     | Solex 40PICS     | 28/5400        | 43,4/3500     | Citroën Dyane 6                 | 1968               |
| M4       | 74x70                  | 602              | 7,75                     | Solex 40PICS     | 28/5400        | 43,4/3500     | Citroën AK                      | 1963-68            |
| M28/1    | 74x70                  | 602              | 8,5                      | Solex 34         | 32,8/5750      | 42/3500       | Citroën 2CV 6                   | 1970-78            |
| M28/1    | 74x70                  | 602              | 8,5                      | Solex 34         | 32,8/5750      | 42/3500       | Citroën AK/AKS                  | 1968-78            |
| M28/1    | 74x70                  | 602              | 8,5                      | Solex 34         | 32,8/5750      | 42/3500       | Citroën Dyane 6                 | 1968-70            |
| M28/1    | 74x70                  | 602              | 8,5                      | Solex 34         | 32,8/5750      | 42/3500       | Citroën Acadiane                | 1978-87            |
| M28/1    | 74x70                  | 602              | 8,5                      | Solex 34         | 32,8/5750      | 42/3500       | Citroën Méhari                  | 1968-78            |
| M28/1    | 74x70                  | 602              | 8,5                      | Solex 34         | 32,8/5750      | 42/3500       | Citroën FAF                     | 1973-78            |
| M28      | 74x70                  | 602              | 9                        | Solex 26/35      | 35/5750        | 46,4/3500     | Citroën Ami 6                   | 1968-69            |
| M28      | 74x70                  | 602              | 9                        | Solex 26/35      | 35/5750        | 46,4/3500     | Citroën Ami 8                   | 1969-78            |
| M28      | 74x70                  | 602              | 9                        | Solex 26/35      | 35/5750        | 46,4/3500     | Citroën Dyane 6                 | 1970-81            |
| M28      | 74x70                  | 602              | 8,5                      | Solex 26/35      | 35/5750        | 41/3500       | Citroën LN                      | 1976-78            |
| M28      | 74x70                  | 602              | 8,5                      | Solex 26/35      | 29/5750        | 39/3500       | Citroën 2CV 6                   | 1979-90            |
| M28      | 74x70                  | 602              | 8,5                      | Solex 26/35      | 33/5750        | 41,2/3750     | Citroën Dyane 6                 | 1981-83            |
| V06      | 77x70                  | 652              | 9,5                      | Solex 26/35 CSIC | 35/5750        | 52/3500       | Citroën LNA                     | 1978-86            |
| V06      | 77x70                  | 652              | 9,5                      | Solex 26/35 CSIC | 35/5750        | 49/3500       | Citroën Visa Club               | 1978-87            |

## Altre applicazioni
Dal 1960 al 1966 è stata prodotta anche la 2CV Sahara: questo modello era caratterizzato dalla presenza di due motori A53 da 12 CV, uno in posizione anteriore ed uno in posizione posteriore. Le caratteristiche di ognuno dei due motori erano identiche a quelle dei primi motori A53 da 12 CV già illustrati in precedenza.
Inoltre questo motore fu il "trampolino di lancio" per il motore quadricilindrico della Citroen GSA, per cui è bastato raddoppiare il numero dei cilindri e della cilindrata.